# 15-idrossiicosatetraenoato deidrogenasi
La 15-idrossiicosatetraenoato deidrogenasi è un enzima appartenente alla classe delle ossidoreduttasi, che catalizza la seguente reazione:
(15S)-15-idrossi-5,8,11-cis-13-trans-icosatetraenoato + NAD(P)+ ⇄ 15-oxo-5,8,11-cis-13-trans-icosatetraenoato + NAD(P)H + H+